# Ряузова, Елена Александровна
Елена Александровна Ряузова (24 сентября 1936, Москва — 9 февраля 2017, там же) — советский и российский литературовед, африканист, главный научный сотрудник Отдела литератур стран Азии и Африки ИМЛИ РАН, доктор филологических наук (1989).

## Биография
В 1959 году окончила филологический факультет МГУ.
В 1970 году защитила кандидатскую кандидатскую диссертацию «Формирование португалоязычных литератур Африки».
В 1989 году защитила докторскую диссертацию «Типология развития африканских португалоязычных литератур как межлитературной общности» в Институте мировой литературы им. А. М. Горького АН СССР. С 1963 по 1966 год работала преподавателем исторического и филологического факультетов МГУ; с 1966 года до конца жизни работала в Институте мировой литературы им. А. М. Горького. Автор более 300 работ.

## Основные работы
Монографии
- Португалоязычные литературы Африки. — М., 1972.
- Роман в современных португалоязычных литературах : Проблемы типологии и взаимодействия. — М., 1980.
- Запад и Восток в творчестве португалоязычных писателей : Синтез культур. — М., 2010.

Статьи
- Проза Анголы (Реалистические и национально-освободительные тенденции) // Фольклор и литература народов Африки. М., 1969. С. 350—375.
- Роль литературных связей в становлении ангольской прозы // Взаимосвязи африканских литератур и литератур мира. М., 1975. С. 194—237.